# Silvio Merkaj
Silvio Merkaj (Valona, 4 dicembre 1997) è un calciatore albanese, attaccante del Südtirol.

## Biografia
Vive in Italia dall'età di 4 anni, allorché la sua famiglia lasciò l'Albania per trasferirsi a Fano.

## Caratteristiche tecniche
Di piede destro, è tipicamente impiegato come seconda punta, ma può anche giocare come centravanti. Fisicamente prestante, predilige il gioco fisico e lo scontro diretto con i difensori avversari, per conquistare palloni difficili, far salire la squadra e ottenere falli. Ha un buon istinto del gol e la capacità di sfruttare gli spazi in attesa dell'assist. Tifoso del Milan, dichiara di ispirarsi ad Andrij Ševčenko.

## Carriera
Dopo la trafila nelle giovanili, nel 2015 esordisce in Eccellenza con la maglia del Castel del Piano; milita nel dilettantismo fino al 2020-2021, quando le 14 reti messe a segno per il Vastogirardi gli valgono l'ingaggio nella Virtus Entella, che lo porta all'esordio in Serie C. Nei due anni successivi a Chiavari segna 25 goal.
Nell'estate 2023 si trasferisce al Südtirol, in Serie B, firmando un contratto triennale. All'esordio in campionato, il 20 agosto, si procura un rigore nel 3-3 contro lo Spezia; una settimana dopo segna il primo goal in serie cadetta, nella vittoria esterna per 0-2 contro la Feralpisalò.

## Statistiche

### Presenze e reti nei club
Statistiche aggiornate al 14 maggio 2025.
| Stagione              | Squadra               | Campionato            | Campionato | Campionato | Coppe nazionali | Coppe nazionali | Coppe nazionali | Coppe continentali | Coppe continentali | Coppe continentali | Altre coppe | Altre coppe | Altre coppe | Totale | Totale |
| Stagione              | Squadra               | Comp                  | Pres       | Reti       | Comp            | Pres            | Reti            | Comp               | Pres               | Reti               | Comp        | Pres        | Reti        | Pres   | Reti   |
| --------------------- | --------------------- | --------------------- | ---------- | ---------- | --------------- | --------------- | --------------- | ------------------ | ------------------ | ------------------ | ----------- | ----------- | ----------- | ------ | ------ |
| set.-dic. 2016        | Foligno               | D                     | 12         | 4          | CI-D            | 0               | 0               | -                  | -                  | -                  | -           | -           | -           | 12     | 4      |
| 2017-2018             | Igea Virtus           | D                     | 30+1       | 3+0        | CI-D            | 2               | 1               | -                  | -                  | -                  | -           | -           | -           | 33     | 4      |
| 2018-2019             | Gelbison              | D                     | 32         | 8          | CI-D            | 0               | 0               | -                  | -                  | -                  | -           | -           | -           | 32     | 8      |
| 2019-2020             | Bitonto               | D                     | 20         | 1          | CI-D            | 1               | 0               | -                  | -                  | -                  | -           | -           | -           | 21     | 1      |
| 2020-2021             | Vastogirardi          | D                     | 32         | 14         | -               | -               | -               | -                  | -                  | -                  | -           | -           | -           | 32     | 14     |
| 2021-2022             | Virtus Entella        | C                     | 35+5       | 12+2       | CI-C            | 3               | 0               | -                  | -                  | -                  | -           | -           | -           | 43     | 14     |
| 2022-2023             | Virtus Entella        | C                     | 36+4       | 13+3       | CI-C            | 2               | 0               | -                  | -                  | -                  | -           | -           | -           | 42     | 16     |
| Totale Virtus Entella | Totale Virtus Entella | Totale Virtus Entella | 71+9       | 25+5       |                 | 5               | 0               |                    | -                  | -                  |             | -           | -           | 85     | 30     |
| 2023-2024             | Südtirol              | B                     | 33         | 4          | CI              | 1               | 0               | -                  | -                  | -                  | -           | -           | -           | 34     | 4      |
| 2024-2025             | Südtirol              | B                     | 35         | 6          | CI              | 1               | 0               | -                  | -                  | -                  | -           | -           | -           | 36     | 6      |
| Totale Südtirol       | Totale Südtirol       | Totale Südtirol       | 68         | 10         |                 | 2               | 0               |                    | -                  | -                  |             | -           | -           | 70     | 10     |
| Totale carriera       | Totale carriera       | Totale carriera       | 265+10     | 65+5       |                 | 10              | 1               |                    | -                  | -                  |             | -           | -           | 285    | 71     |